# Kuratienkirche Gortipohl

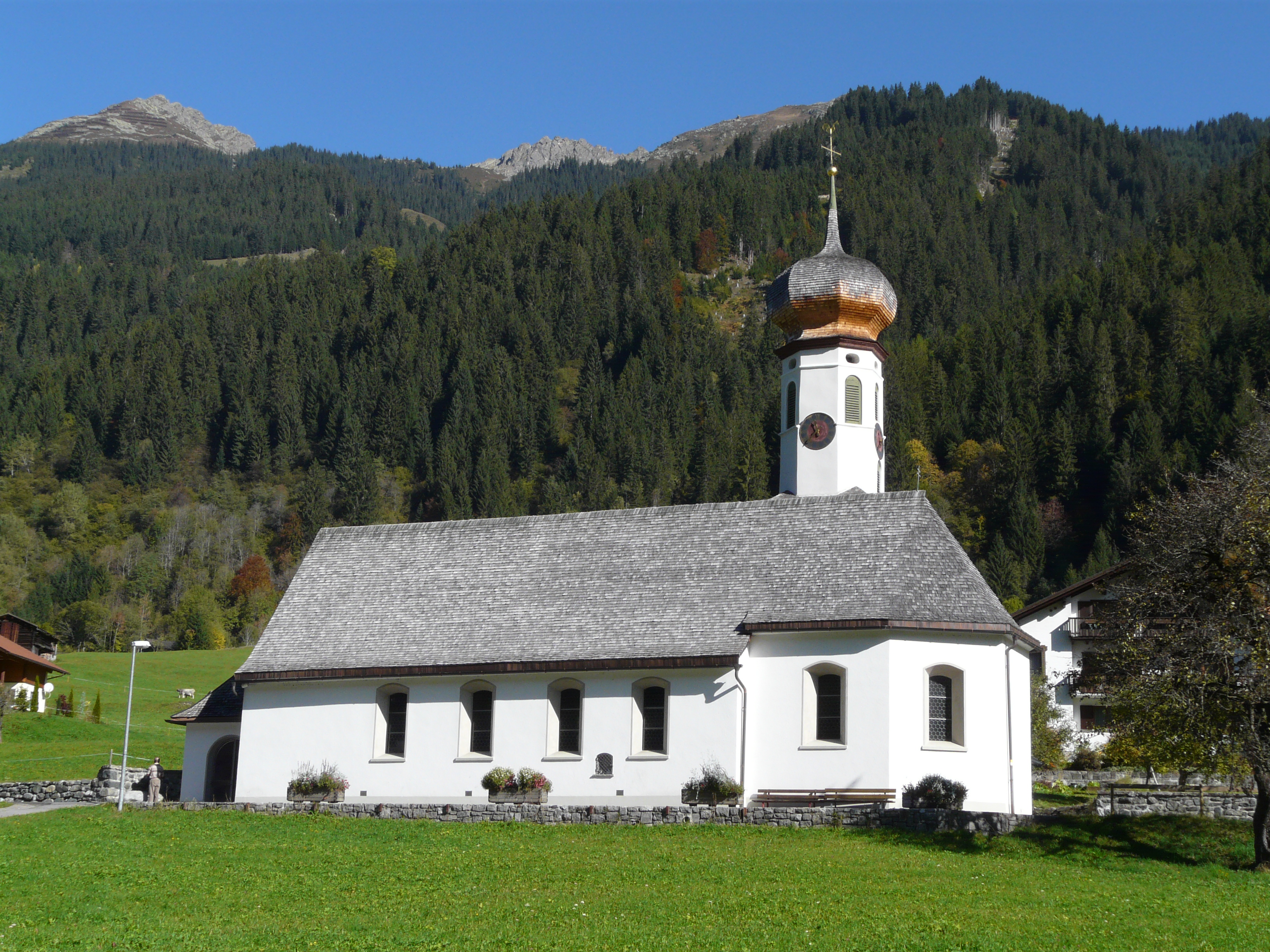

Die Kuratienkirche hl. Nikolaus in Gortipohl ist eine römisch-katholische Kirche in der Gemeinde St. Gallenkirch in Vorarlberg. Sie ist dem Hl. Nikolaus geweiht und steht unter Denkmalschutz.

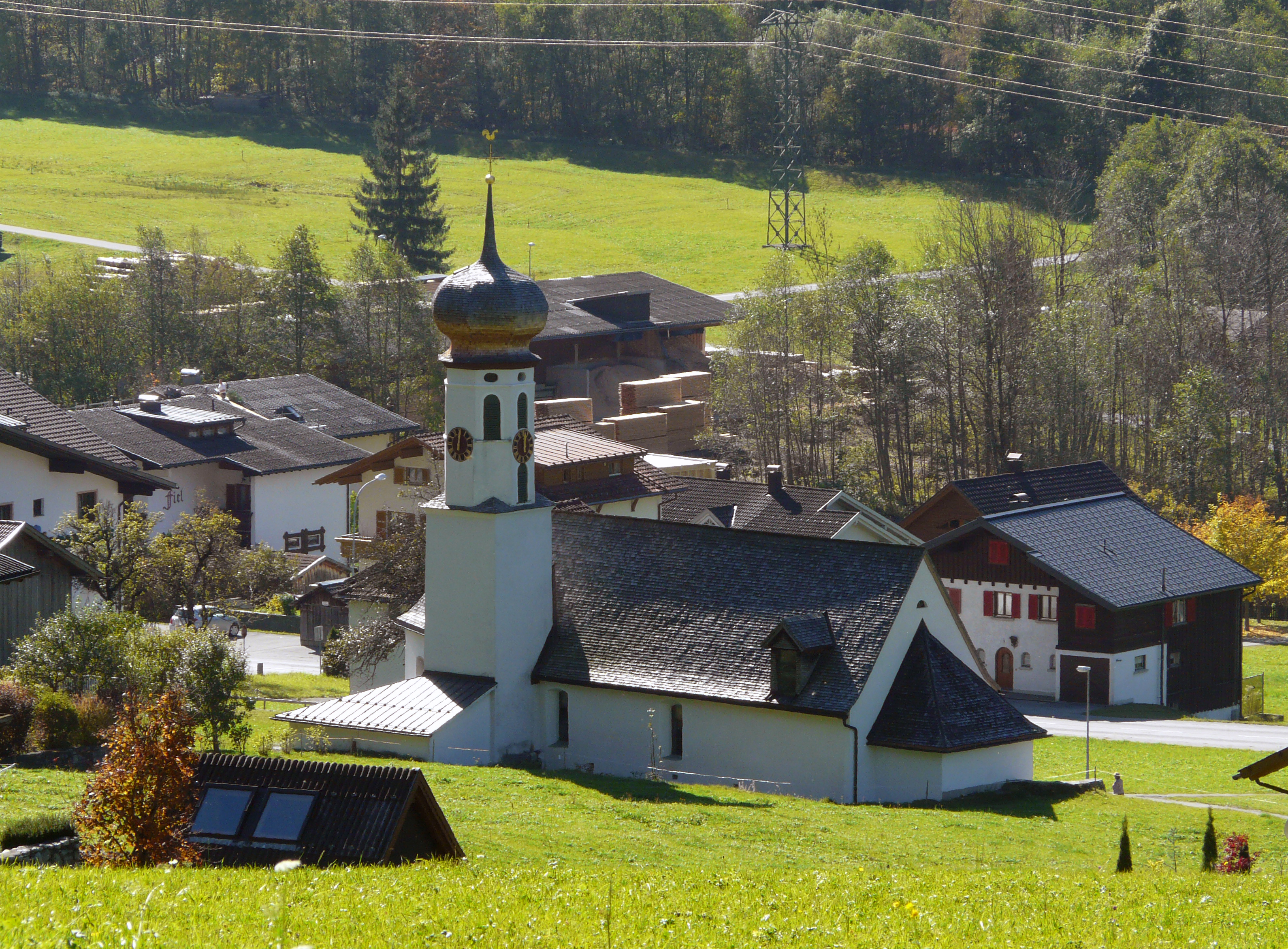
Kuratienkirche Gortipohl (2013)

## Geschichte
Eine Kapelle wurde 1499 genannt. 1692 erfolgte nach deren Zerstörung durch eine Lawine ein Neubau und wurde 1694 zur Expositur erhoben. 1959 wurde bei einer Neudeckung der Holzschindeln der Zwiebelhaube im Turmknauf die Gortipohler Curatiechronik aus dem Jahre 1854 vom Kurat Jacob Börnbacher gefunden. Von 1970 bis 1971 wurde eine Erweiterung und Restaurierung durchgeführt.
Von 1951 bis 1973 war der Seelsorger, christlichsoziale Politiker und ehemalige Landtagsabgeordnete Josef Feurstein (1887–1973) Kurat der Kuratienkirche.

## Architektur
Das Kirchengebäude besteht aus Langhaus und einem eingezogenen Chor. In der Südwand des Langhauses ist eine Nische mit der Figur eines Bischofs um 1690, vermutlich der Hl. Nikolaus. Der Nordturm mit Zwiebelhaube hat ein achteckiges Glockengeschoß mit gekoppelten Rundbogen- und Ovalschallöffnungen. Die Sakristei ist an der Südseite des Turmes angebaut. Zugänglich ist die Kirche durch ein Portal mit gemauertem Vorzeichen (Vorhalle) an der westlichen Giebelfassade.

## Ausstattung

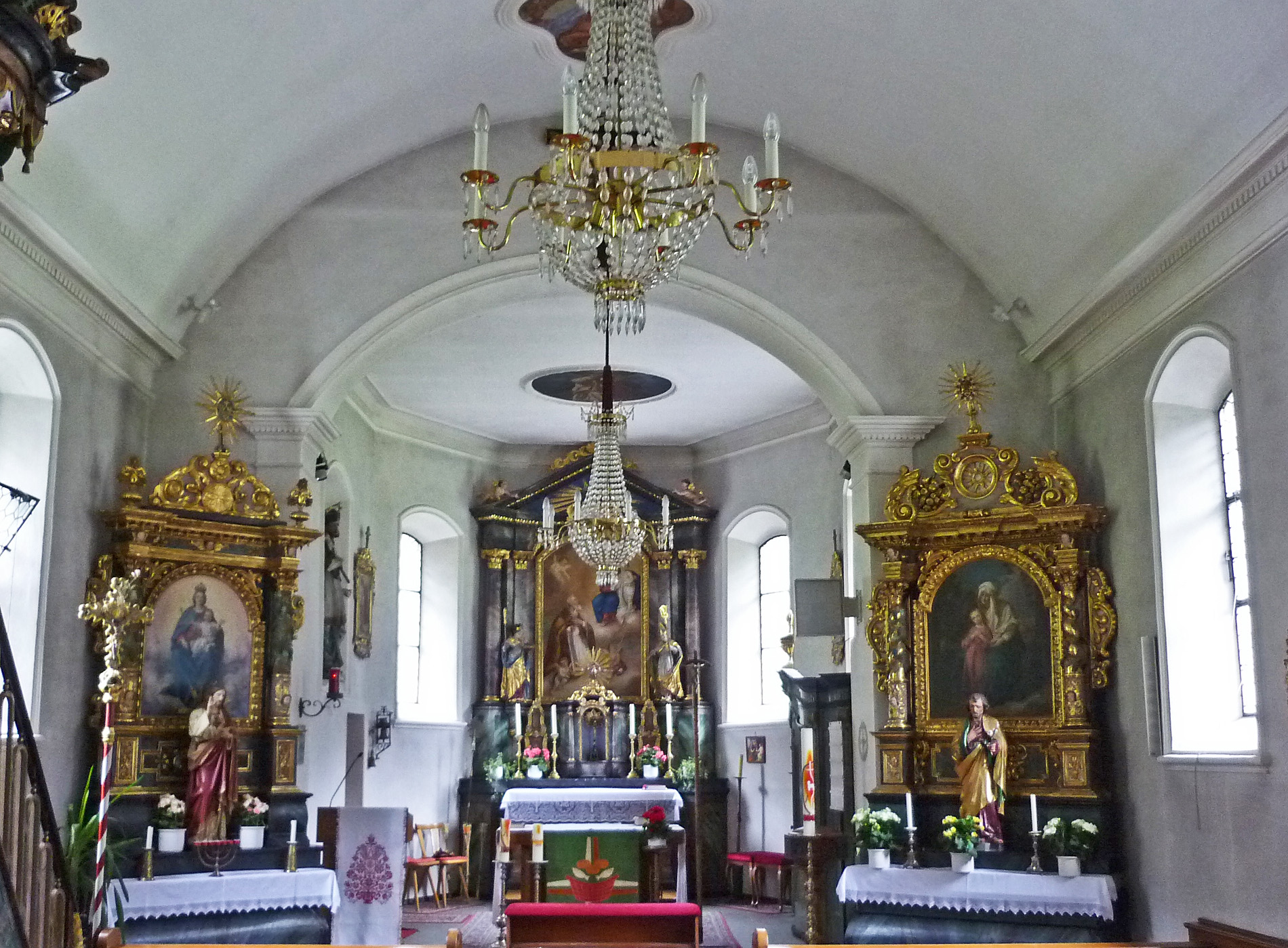
Bereich des Hochaltars

Der Hochaltar mit  dem Altarbild Hl. Nikolaus vor Maria mit Kind, gemalt 1852 von Franz Josef Bertle, besteht aus zwei Säulen und Pilastern mit  der Figur des Hl. Ulrich links und des Hl. Blasius rechts, beide von Melchior Lechleitner um 1690. Der linke Seitenaltar mit weintraubenverzierten Säulen (1690) und dem Altarbild Maria mit Kind, gemalt 1901 von Anton Jehly, trägt eine Vorsatzfigur Jesus aus dem 20. Jahrhundert. Der rechte Seitenaltar mit gedrehten Säulen (1695) und dem Altarbild Anna und Maria, gemalt 1901 von Anton Jehly, trägt eine Vorsatzfigur des hl. Josef aus dem 20. Jahrhundert.
Die Kanzel hat einen Korb von ca. 1820 mit einem Schalldeckel mit der Figur Moses von 1770. Die Figur Johannes Nepomuk und ein Kruzifix schuf 1770 der Bildhauer Johann Ladner. Die Bankdocken sind mit Meister Hans Ulrich Tschanun 1766 bezeichnet. Die Kreuzwegstationen in Rokokorahmen von Hans Ulrich Tschanun aus 1766 malte Jakob Bertle.
Es gibt eine Glocke aus 1486.

## Orgel

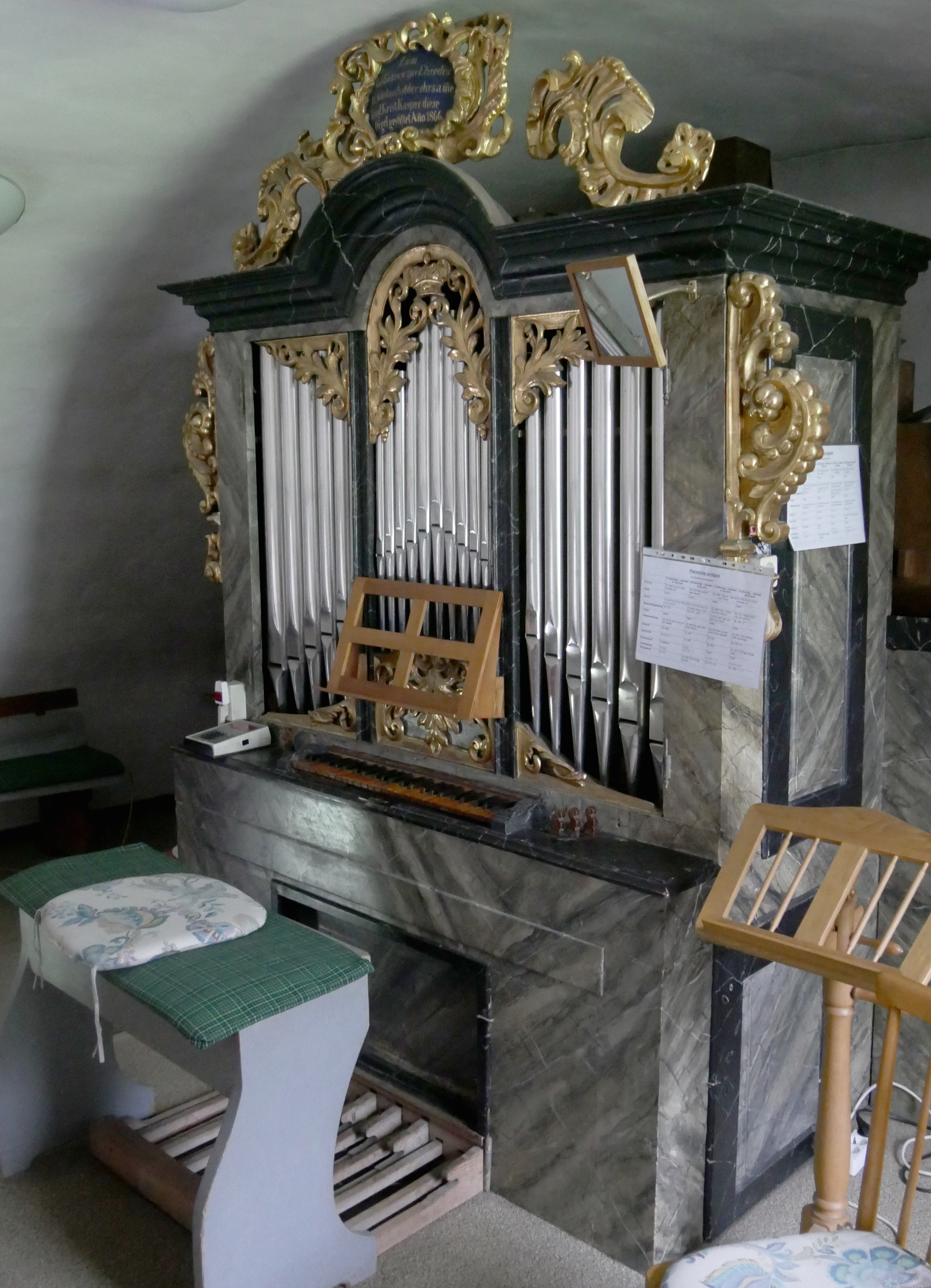
Orgel

Die Orgel ist die älteste im Montafon. Es handelt sich um eine einmanualige Appenzeller Hausorgel aus dem 17. Jahrhundert mit sechs  Registern und einem schön dekoriertem Prospekt von 1766. Sie wurde 1863 von den Gebrüdern Kasper aus Gortipohl erworben und der Kirche ihres Heimatorts geschenkt. Die Orgel wurde 1866 vom Orgelbauer Alois Schönach mit einem Pedal und einem eigenständigen Pedalregister ergänzt und in der Kirche aufgestellt. 1965/66 wurde sie von dem Dornbirner Orgelbauer Edmund Hohn renoviert.